# L'Ombre du passé (film, 2021)
Pour les articles homonymes, voir L'Ombre du passé.
Pour plus de détails, voir Fiche technique et Distribution.
L'Ombre du passé (Hide and Seek) est un thriller américain réalisé par Joel David Moore, sorti en 2021.
Il s'agit d'un remake du film sud-coréen Hide and Seek de Huh Jung, sorti en 2013.

## Synopsis
À la suite du décès de son père fortuné, Noah Blackwell s'apprête à reprendre les lucratives affaires familiales mais il apprend que son frère toxicomane, Jacob, est également l'héritier de ce legs. Pourtant, ce dernier est porté disparu depuis des années. Pour le pister, Noah engage aussitôt un détective privé qui le mène vers un squat dans le Queens où les plus défavorisés et plusieurs SDF ont trouvé refuge. Accueilli avec défiance et violence, Noah découvre de mystérieux codes sur les murs de ce bâtiment délabré et poursuit son enquête, quitte à mettre sa famille en danger.

## Fiche technique
- Titre original : Hide and Seek
- Titre français : L'Ombre du passé
- Réalisation et scénario : Joel David Moore
- Musique : Tim Jones
- Photographie : Ryan Samul
- Montage : Josh Ethier et Michael Taylor
- Production : Joel David Moore et Yeonu Choi
- Sociétés de production : CJ Entertainment
- Société de distribution : Saban Films
- Pays d'origine :  États-Unis
- Langue originale : anglais
- Format : couleur
- Genre : thriller
- Durée : 83 minutes
- Dates de sortie : 
  -  États-Unis  : 19 novembre 2021
  -  France : 4 avril 2022 (VOD)

## Distribution
- Jonathan Rhys Meyers (VF : Alexis Victor) : Noah Blackwell
- Joe Pantoliano (VF : Nicolas Marié) : Colin Carmichael
- Jacinda Barrett (VF : Brigitte Aubry) : Samantha Blackwell
- Mustafa Shakir (VF : Eilias Changuel) : Frankie Pascarillo
- Geoffrey Owens : Lyle
- Quinn McColgan (VF : Clotilde Verry) : Hannah Blackwell
- Barbara Rosenblat (VF : Marie Martine) : Betsy Glasgold
- Michael Godere : Cisco
- Alejandra Rivera Flaviá (VF : Alice Taurand) : Gina
- Josh Alscher : Jacob Blackwell
  - Zell Steele Morrow : Jacob enfant
- Joaquín Maceo Ros : Lue Nez
- Sue Jean Kim (VF : Julie Turin) : Soo Mi
- Pascal Yen-Pfister : Callum Blackwell
- Avril Lena Wei (VF : Lola Krellenstein) : Mi Jin
- Eli Golden (VF : Lucille Boudonnat) : Max Blackwell
- Sarah Grace Wilson : Helen Blackwell
- Douglas Gush : Noah enfant